# Dračevac Ninski
Dračevac Ninski falu Horvátországban Zára megyében. Közigazgatásilag Poličnikhoz tartozik.

## Fekvése
Zára központjától légvonalban 11 km-re, közúton 13 km-re északkeletre, községközpontjától 6 km-re északnyugatra, Dalmácia északi részén, Ravni kotar közepén fekszik.

## Története
A települést 1327-ben említik először a zárai Szent Krševan bencés kolostor levéltárában őrzött egyik dokumentumban. A többi ravni kotari faluhoz hasonlóan története során többször rombolták le és építették újjá. Területén egykor több falu is állt, ezek közül Mahurci, Škrile, Brda, Komorce és Miljašić neve ismert a korabeli forrásokból. Mahurci, Škrile, Brda és Komorce a török háborúk pusztítása után már nem épült újjá, míg Miljašić a 19. század elejéig maradt fenn. Területe a 14. század végétől velencei uralom alatt állt. 1581-ben Poličnik várának elestével török uralom alá került, majd 1669-ben a kandiai háborút lezáró békével került vissza a Velencei Köztársasághoz. E viharos időszak tanúja a temetőben álló Szent Márton templom, amelyet 1550-ben említenek először, de két kis 12. századi ablaka bizonyítja, hogy ennél sokkal régebben épült. Dračevacon egykor egy toronyhoz hasonló villa állt, amelyet 1764-ben a De Nassis család épített és a nép a „Kulina” nevet adta neki. Az ezt igazoló kőbe vésett latin nyelvű feliratot ma Mile Knežević őrzi. Plébániáját egy a római De Propaganda Fide levéltárban őrzött földrajzi leírásban említik először, melynek térképén a nini püspökség plébániái mellett a lakosság száma is szerepel. Eszerint 1692-ben Dračevacnak 129 lakosa volt. Plébániájának anyakönyveit 1785 óta vezetik. 1883-ig önálló plébánosa is volt, majd káplán látta el egyházi szolgálatát. 1979-ben az új plébániaház felépítésével újra önálló plébániája lett. A 18. század végén Napóleon megszüntette a Velencei Köztársaságot. 1797 és 1805 között Habsburg uralom alá került, majd az egész Dalmáciával együtt az Első Francia Császárság része lett. 1815-ben a bécsi kongresszus újra Ausztriának adta, amely a Dalmát Királyság részeként Zárából igazgatta 1918-ig. 1857-ben 153, 1910-ben 218 lakosa volt. Ezt követően előbb a Szerb-Horvát-Szlovén Királyság, majd Jugoszlávia része lett. Lakói főként mezőgazdaságból és állattartásból éltek. A településnek 2011-ben 280 lakosa volt.

## Lakosság
| Lakosság változása | Lakosság változása | Lakosság változása | Lakosság változása | Lakosság változása | Lakosság változása | Lakosság változása | Lakosság változása | Lakosság változása | Lakosság változása | Lakosság változása | Lakosság változása | Lakosság változása | Lakosság változása | Lakosság változása | Lakosság változása |
| ------------------ | ------------------ | ------------------ | ------------------ | ------------------ | ------------------ | ------------------ | ------------------ | ------------------ | ------------------ | ------------------ | ------------------ | ------------------ | ------------------ | ------------------ | ------------------ |
| 1857               | 1869               | 1880               | 1890               | 1900               | 1910               | 1921               | 1931               | 1948               | 1953               | 1961               | 1971               | 1981               | 1991               | 2001               | 2011               |
| 153                | 152                | 144                | 166                | 172                | 218                | 360                | 252                | 370                | 381                | 444                | 412                | 361                | 386                | 319                | 280                |

## Nevezetességei
- Szent Márton tiszteletére szentelt templom[5] a falu régi plébániatemploma a 12. században épült. Ezt igazolja a déli falban máig fennmaradt két kisméretű középkori ablaka. A templom hosszúsága 13 méter, ebből a hajó 10 méter, az oltár mögötti sekrestye 3 méter. Szélessége 6 méter, magassága 5 méter. Eredetileg félköríves apszisa volt, melyet a későbbi átépítéskor lebontottak. A homlokzat feletti harangépítményben két harang látható. Erre emlékeztető glagolita betűs kőtáblát helyeztek el rajta. Oltárának képén (olaj, vászon) két fából faragott oszlop között Szent Márton látható, a kép a 19. század végén készült, de nem képvisel nagyobb művészeti értéket. Az oltár menzáját a zárai Szent Krševan kolostor templomából hozták ide. A templom felújítása 1993-ban fejeződött be a zárai műemlékvédelmi intézet felügyelete alatt, mely során a falak kivételével teljesen újjáépítették. Új tetőt, ablakokat, ajtókat kapott és teljesen újra vakolták.[2]
- Jézus Szíve tiszteletére szentelt mai plébániatemploma a település közepén a "Kod oraha" nevű helyen áll. A templom építése 1978-ban kezdődött és 1980-ban fejeződött be. Tervezője a zárai Tomislav Paleki építészmérnök volt. A harangtorony, a sekrestye és a belső festés 1987-ben lett készen. Főoltárának képe faberakásos intarziával készült Jézus szívét, Szent Pétert, Szent Pált, Keresztelő Szent Jánost és a Szent Családot ábrázolja. A templom belső déli falán glagolita feliratos tábla emlékeztet a templom 1989-ben Marijan Oblak zárai érsek által történt felszentelésére.[2]